# 大勧進帳
「大勧進帳」（だいかんじんちょう）は、1975年にリリースされた三橋美智也のシングル。

## 解説
「舞踊歌謡」シリーズのひとつであり、歌舞伎の演目で知られる勧進帳がテーマ。B面の「ああ関ヶ原」は1982年リリース「ふるさと絶唱」に収録されている「あゝ関ヶ原」とは別である。

## 収録曲
1. 大勧進帳
  - 作詞・作曲:神長瞭月／編曲:細川潤一
2. ああ関ヶ原
  - 作詞・作曲:神長瞭月／編曲:細川潤一